# 금색의 코르다의 등장인물 목록
금색의 코르다의 등장인물 목록은 게임 「금색의 코르다」시리즈, 및 동 게임을 원작으로 하는 만화·TV 애니메이션에 등장하는 가공의 인물의 설명의 일람이다.
메인 캐릭터의 이름은 대부분이 태양계의 천체로부터 1 사전용되고 있지만, 9요로부터의 인용이라고 추측되는 것도 있다.
연주자 및 메인 캐릭터의 아이(중학) 시대의 성우는, TV 애니메이션판의 것이다.

## 『금색의 코르다』 메인 캐릭터
히노 카호코(일본어: 日野 香穂子) [Vn.]
성우 : 타카기 레이코(※애니메이션·드라마 CD만), 박소라 / 연주 : 나카지마 유키
주인공. 보통과 2학년 2조. 리리(후술의 요정)를 찾아내 버린 것으로부터, 아마추어면서 바이올린리스트로서 콩쿨에 출장하게 된다. 만화·애니메이션판에서는, 사회인의 언니와 대학생 오빠가 있다. 공부는 너무 자신있는 분은 아니지만, 적극적이고 밝은 성격. 게임판에서는 말을 발표하지 않는 무개성 타입. 신장은 162cm.
츠키모리 렌(일본어: 月森 蓮) [Vn.]
성우 : 타니야마 키쇼, 최원형 / 연주 : 무로야 코이치로
음악과 2학년 A조, 바이올린 전공. 쿨하고 접근하기 어려운 성격이지만, 사실은 상냥한 면을 숨기고 있다. 엘리트 음악 일가에서 자랐다. 영어나 독일어가 자신있지만, 미술은 골칫거리. 좋아하는 음식은 무당 요구르트. 생일은 4월 24일. 혈액형은 A형. 별자리는 황소자리. 신장은 178cm.
츠치우라 료타로(일본어: 土浦 梁太郎) [Pf.]
성우 : 이토 켄타로, 츠네마츠 아유미(어린 시절), 구자형 / 연주 : 오카다 마사루
보통과 2학년 5조. 인정에 두텁고, 의지가 되는 형피부. 축구부 소속(MF)이지만, 실은 피아노가 특기. 쇼팽의 곡을 자랑으로 여긴다. 과거에 대해 있고 있던 여자에게 채인 일이 있는 탓에, 여성은 약간 골칫거리. 코믹, 애니메이션판에서는 카호코를 다양하게 돕거나 할 때에 그녀가 점차 신경이 쓰이게 되었다. 생일은 7월 25일. 혈액형은 O형. 별자리는 사자좌. 신장은 181. 특기는 요리 등.
시미즈 케이이치(일본어: 志水 桂一) [Vc.]
성우 : 후쿠야마 쥰, 곽윤상 / 연주 : 타이 토모키
음악과 1학년 A조, 첼로 전공. 주위의 동향으로 좌우되지 않는 마이 페이스인 성격으로, 어디에서라도 판단력 없게 앉아서 조는가 하면, 밤을 지새워 첼로의 연습에 몰두하기도 한다. 생일은 8월 26일. 혈액형은 A형. 별자리는 처녀자리. 신장은 168.취미는 낮잠과 사색. 좋아하는 음식은 주먹밥.
히하라 카즈키(일본어: 火原 和樹) [Tp.]
성우 : 모리타 마사카즈, 쇼지 우메카(중학 시절), 이주창 / 연주 : 아베 카즈키
음악과 3학년 B조, 트럼펫 전공. 밝고 아이 같고, 상냥한 성격으로 이야기하기 쉽다. 중학 1학년까지는 육상부에서 단거리주의 선수였다. 코믹, 애니메이션판에서는 카호코가 좋아한다면 자각해 고민중. 생일은 12월 12일. 혈액형은 B형. 별자리는 궁수자리. 신장은 178. 좋아하는 음식은 총채빵(커틀릿 샌드 등). 초중학교 개근상.
유노키 아즈마(일본어: 柚木 梓馬) [Fl.]
성우 : 키시오 다이스케, 사나다 아사미(어린 시절), 하성용 / 연주 : 엔도 마코토
음악과 3학년 B조, 플룻 전공. 친가는 화도의 당주. 집안도 좋고, 어쨌든 나쁜 소문은 듣지 않는 우등생이지만, 실은 이중인격으로 겉과 뒤의 얼굴을 구사하고 있다. 뒤의 얼굴은 카호코 밖에 보이지 않는다. 표·리 상태는 팬이나 제작자들의 사이에 통칭 「흰색」 「흑」 등이라고 말해진다(중간은 「그레이」). 지명도는 연예인수준. 친위대 되는 열심인 팬을 가진다. 마이 플룻의 가격은 650만. 생일은 6월 18일. 혈액형은 AB형. 별자리는 쌍둥이좌. 신장은 172. 특기는 다도와 서도. 취미는 골동품 수집. 좋아하는 음식은 일식 전반.
리리(リリ)
성우 : 미즈하시 카오리 / 안현서
카호코에게 발견된 것으로, 그녀를 콩쿨에 출장시키기 위해서, 누구라도 연주를 할 수 있는 「마법의 바이올린」을 선물 한다. 일찍이 카호코들이 다니는 학교의 창설자에게 생명을 도울 수 있었기 때문에, 그가 만드는 학교에 「음악의 축복」을 줄 것을 약속한다.
후유우미 쇼코(일본어: 冬海 笙子) [Cl.]
성우 : 사토 아케미, 배정민 / 연주 : 니시자키 토모코
음악과 1학년 B조, 클라리넷 전공. 내성적이고 낯가림. 상당한 미소녀로 숨은 팬도 많지만, 안돼 선성격이 내향적이기 때문에 손해 보고 있다. 그러나 심의 강한 여자 아이. 생일은 11월 3일. 혈액형은 A형. 별자리는 전갈자리. 신장은 158. 특기는 청음(귀가 좋다고 하는 일). 좋아하는 음식은 도리아나 그라탱. 서투른 것은 남성. 집은 상당한 부자(벼락 부자 지향)로 초중학교 개근상.
아모우 나미(일본어: 天羽 菜美)
성우 : 마스다 유키, 김선혜
보통과 2학년 1조, 보도부. 산뜻한 성격. 언제나 재료를 찾아 걷고 있기 때문에 신출귀몰. 호기심 왕성한 여장부형. 생일은 2월 9일. 혈액형은 B형. 별자리는 물병자리. 신장은 165cm. 취미는 재료를 찾으면서의 산책. 좋아하는 음식은 피자나 파스타. 한 번 잡히면 채미가 목적을 완수할 때까지 절대 도망가지 않는다.
카나자와 히로토(일본어: 金澤 紘人) [Ten.]
성우 : 이시카와 히데오, 송준석 / 가창 : 토코로타니 나오토
기본적으로 보통과 담당의 음악 교사, 콩쿨 담당, 전 오페라 가수. 무슨 일에 대해도 귀찮은 듯이 하고 있다. 연상의 소프라노 가수와 사랑을 했지만 차여 버려, 자기가 되고 술에 달려 버린다. 그 결과, 목에 종양이 생겨 노래할 수 없게 되어 버렸다. 그렇다고 하는 과거를 가진다. 생일은 3월 1일. 혈액형은 A형. 신장은 183cm. 별자리는 물고기자리. 취미는 요리, 낚시해, 야구 관전. 좋아하는 음식은 라면. 33세 독신. 학생으로부터의 인기는 높다.
오우사키 시노부(일본어: 王崎 信武) [Vn.]
성우 : 코니시 카츠유키, 츠네마츠 아유미(어린 시절), 홍범기 / 연주 : 무로야 코이치로, 마츠모토 유리 [Va.]
음악 학과 졸업 대학 3학년, 바이올린 전공. 온화한 OB로, 오케스트라부의 심부름을 하고 있다. 전회의 학내 음악 콩쿨의 우승자. 생일은 10월 17일. 혈액형은 O형. 별자리는 천칭자리. 신장은 175. 특기는 유아나 노인에게 사랑받기 쉬운 일과 시설 연주 돌리기. 좋아하는 음식은 핫 케이크.

## 『금색의 코르다 2』 등장 캐릭터
카지 아오이(일본어: 加地 葵) [Va.]
성우 : 미야노 마모루
세이쇼 고교 보통과 2학년, 우연히 카호코의 연주를 듣게 되면서 카호코를 만나기 위해 세이소 학원으로 전학을 오게 되었다. 상냥하고 붙임성이 있다.
키라 아키히로(일본어: 吉羅 暁彦)
성우 : 우치다 유야
세이쇼 학원의 창립자 일족의 한 명으로써, 최연소 이사를 맡는다. 카나자와의 2년 후배로, 고1으로 같은 학내 콩쿨에 출장한 관계. 카나자와의 목을 걱정해, 그가 담배를 피울 때마다 주의하고 있다. 창립자의 혈통이기 때문에 파타의 모습을 볼 수 있다. 리리에 의하면 얼굴은 창립자와 똑같다. 완벽 주의로 합리적인 수단을 좋아해, 고압적 태도도 취한다. 항상 쿨. 누나가 음악에 박은 나머지 컨디션을 무너뜨려 죽었던 것이 기인해, 음악을 거절하고 있다. 옛날은 누나와 함께 바이올린을 연주하고 있었다. 이사장에게 정식으로 취임하는「앵콜」에서는 공략 가능. 그의 누나(카나자와와 동갑으로 이름은 미야)와 주인공을 겹쳐 보고 있다. 31세. 생일은 1월 3일. 신장은 183cm. 혈액형은 AB형. 별자리는 염소자리. 좋아하는 음식은 물고기.

## 『금색의 코르다 2 앙코르』 등장 캐릭터
츠즈키 마리(일본어: 都築 茉莉) [Cond.]
성우 : 오오하라 사야카
부속 대학 3학년, 지휘 전공. 길라의 요청을 받아 음악제에 있어서의 세이쇼 학원 오케스트라의 지휘자를 맡은 여성. 고등부 시대에 왕기가 우승한 학내 콩쿨에 대하고, 그녀도 피아노로 참가해, 왕기와 우승을 겨룬 결과 2위가 되었다. 콘 미스 후보로 선택된 주인공에게 적성이 있을지, 테스트를 하고 싶으면 신청한다. 생일은 7월 5일. 신장은 163cm. 혈액형은 B형. 별자리는 게자리.

## 『금색의 코르다 2f』 등장 캐릭터
에토 키리야(일본어: 衛藤 桐也) [Vn.]
성우 : 히노 사토시
다른 학교에 다니고 있는 바이올린을 켜는 청년. 자신감이 넘치는 연주가 특기로, 바이올린 연주 실력은 해외에서도 인정할 정도로 뛰어나다. 하지만 그래서인지는 몰라도 건방진 태도로 나올 때가 있다.

## 『금색의 코르다 3』 등장 캐릭터

### 메인 캐릭터

#### 세이쇼 학원
코히나타 카나데(일본어: 小日向 かなで) [Vn.]
성우 : 타카기 레이코(※드라마 CD만)
주인공. 2학년. 바이올린 전공. 솔직하고 남에게 호감을 주는 성격. 음악 면에도 버릇이 없음이 나타나 있고, 그러한 개성 음을 결점과 충고하는 소리에 자극 받아 자신의 음악을 진지하게 모색하기 위해 각 학교에 전학하는 결의를 한다. 동료에게 대접하면 절찬할 만한 요리 잘하지, 재봉 등도 잘하지만 싫어하는 작업이 서투르게 된다. 친정(나가노 방면)에서 사는 할아버지는 바이올린 공방에서 악기 제작을 하고 있으며, 주인공과 키사라기 형제가 오랫동안 사용하는 사랑기도 그의 작품이다. 신장은 155cm.
키사라기 쿄야(일본어: 如月 響也) [Vn.]
성우 : 후쿠야마 쥰
음악과 2학년. 바이올린 전공. 부모님은 건축가로 해외 거주. 주인공을 걱정한 그녀의 할아버지의 주선으로, 함께 세이쇼에 전학시킬 수 있는 처지가 되었다(『AnotherSky』 진난 · 시세이칸 편에서는 주인공도 이곳을 떠나 쿄우야 혼자 걱정하니까 오빠인 법률의 곳에 가는 편이 안심이라는 이유. 아마네 학원 편에서는 주인공과 함께 요코하마 아마네 학원에 전학). 처음에는 불만을 토로했지만, 동아리 친구들과 앙상블을 만들어 낸 과정에서 목적을 위해 결속하는 즐거움에 눈뜨다. 소꿉 친구의 주인공인 도지를 예측하는 버릇이 있는 기가 막히면서도 어떻게든 신세고 있다. 청각과 시각이 연쇄적, 모든 소리에 색깔이 보이면서 감각의 소유자이기도 하다. 신장은 174cm. 3월 31일생. 양자리. A형.
키사라기 리츠(일본어: 如月 律) [Vn.]
성우 : 코니시 카츠유키, 사이토 유우카(어린 시절)
음악과 3학년. 바이올린 전공. 오케스트라부 부장. 쿄야의 형. 재작년, 전국 학생 음악 콩쿠르 바이올린 솔로 부문에서 우승. 지난해에도 솔로로 출전했지만 불의의 사고에 의한 상처가 원인으로 사퇴했다. 남의 마음의 모습에 어두어, 무슨 일에 대해서도 이성적으로 해석하려고 노력한다. 음악의 조화의 질을 높이기 위해서라면 어려운 언동도 불사하고 타협을 용납하지 않는 성격이지만, 부원 마음. 동료가 감추고 힘을 믿고 주인공에 대해서도 꾸준한 시간을 할애해 지도한다. 신장은 178cm. 6월 6일생. 쌍둥이좌. A형.
사카키 다이치(일본어: 榊 大地) [Va.]
성우 : 우치다 유야
보통과 3학년. 담당 악기는 비올라. 오케스트라부 부부장. 여성을 차별없이 마음 편하게 밀어를 보내는 온건파인 면이 있는 한편, 동료들과 부원에게는 믿음직한 큰형님으로 행세하고 주머니의 넓이도 나타낸다. 외과 의사 지망으로 의대의 수험을 앞두고 콩쿠르과의 양립을 주위에서 걱정되지만율과 마찬가지로 앙상블에서의 전국 제패를 꿈꾸고 연습에 힘쓰고 있다. 취미는 어쿠스틱 기타, 특기는 상처의 치료에 특히 붕대를 감을 것이 특기. 신장은 184cm. 12월 29일생. 양자리. O형.
미즈시마 하루토(일본어: 水嶋 悠人) [Vc.]
성우 : 미즈하시 카오리
음악과 1학년. 첼로 전공. 시세이칸의 미즈시마 아라타의 종형. 항상 자기 연찬을 게을리하지 않고 남에게도 마찬가지로 노력을 요구한다. 아마네 학원의 나나미 슈스케와는 소꿉 친구. 신장은 162cm. 5월 4일생. 황소자리. B형.

#### 시세이칸 고교
야기사와 유키히로(일본어: 八木沢 雪広) [Tp.]
성우 : 이토 켄타로
3학년. 취주악부 부장. 담당 악기는 트럼펫. 조그맣게 눈치가 동료 생각으로 온화하고 상냥한 성격이지만 매우 의지가 강한 음악 지도의 장에서는 무자비한 일면도 갖추었다. 징낭 고등 학교 도가네 치아키는 동심에 해당한다. 취미는 백인 일수와 암벽 등반. 집이 일본식 과자점을 운영하는 관계에서, 특기는 일본식 과자 만들기. 신장은 173cm. 9월 3일생. 처녀자리. O형.
호즈미 시로(일본어: 火積 司郎) [Tp.]
성우 : 모리타 마사카즈
2학년. 담당 악기는 트럼펫. 미간에 바투 표시의 흉터가 있다. 지난해 자신이 일으킨 폭력 사건의 영향에서 취주악부가 대회 출장 정지 처분을 받은 책임을 통감하고 있다. 그 때, 부에 남게 보듬어 준 야기사와를 진심으로 존경했고 그 때문에도 전국 제패를 목표로. 딱딱하다 겉이나 말투에서 두려워하기 쉽지만, 내면은 매우 성실하고 상냥한 성격. 자신의 연주 기술 향상을 위해 달려 들어가기나 윗몸 일으키기 등의 훈련을 전혀 아끼지 않는 노력가. 가족 구성은 부모님과 여동생이고, 아버지는 알려진 쾌활한 락 뮤지션(기타리스트)이며, 여동생이랑 나이 차이가 있다. 취미는 스노우 보드에서 특기는 장거리 달리기. 신장은 181cm. 7월 8일생. 게자리. A형.
미즈시마 아라타(일본어: 水嶋 新) [Trb.]
성우 : 키시오 다이스케
1학년. 담당 악기는 트롬본. 세이쇼 학원 미즈시마 하루토의 사촌. 귀국 자녀에서 웃음을 잃지 않는 명랑한 성격. 감정에 솔직하고 컨트롤도 어렵기 때문에 연습의 성과에 큰 마을이 나온다. 가족 구조에는 양친에서, 독자. 취미는 스포츠 카이트와 휴대 카메라. 특기는 메일의 속사. 신장은 185cm. 12월 3일생. 궁수자리. B형.

#### 진난 고교
토우카네 치아키(일본어: 東金 千秋) [Vn.]
성우 : 타니야마 키쇼
3학년. 담당 악기는 바이올린. 관현악부 부장. 지난해 전국 바이올린 솔로 부문의 패자 짝의 토키와 함께, 울림통 없이 사일런트 바이올린을 애용하고 화려한 소리를 노래한다. 말을 가리지 않는 건방진 태도를 취함으로써 주위의 반발을 초래하고 본질을 꿰뚫어 보는 통찰력이 뛰어나 주인공의 연주의 약점을 정확히 찌르다. 거만의 부를 축적한 일족의 후계자이지만, 금전 면에서 부모에게 의지하는 것을 싫어해, 중학교 때부터 자기 재치로 운용한 주식(삼촌 명의)의 이익을 놀이의 자금원으로 삼고 있다. 신장은 179cm. 10월 1일생. 천칭자리. B형.
토키 호우세이(일본어: 土岐 蓬生) [Vn.]
성우 : 이시카와 히데오
3학년. 담당 악기는 바이올린. 관현악부 부부장. 관서 사투리로 말하다. 즐길 수 있는 것을 매우 좋아하고, 주인공의 반응을 재미로 놀리다 것도 많다. 피로를 이유로 자주 그늘에서 낮잠을 자고 있다. 어린 시절은 몸이 약한 쉬기 십상이었기 때문에 낙제하고 있고 동급 도가네보다 1살 더 많다. 취미는 속요, 특기는 사미센. 신장은 183cm. 8월 21일생. 사자자리. AB형.

#### 아마네 학원 고교
묘가 레이지(일본어: 冥加 玲士) [Vn.]
성우 : 히노 사토시, 신도 나오미(어린 시절)
3학년. 바이올린 전공. 실내악부 부장. 수많은 국제 콩쿠르에서 우승한 바이올리니스트이지만 7년 전의 콩쿠르에서 주인공이 절망을 겪은 과거를 잊지 못하고 닦고 당당히 자신의 음악에서 주인공에 대한 설욕을 할 것 만큼 집념을 불태우다. 어린 시절에 차 사고에서 부모를 잃고 있어 유일한 육친인 여동생과 둘이서 살아남기 위해 후에 알렉세이의 입양아가 되었다. 해외 생활이 길었던 적부터 러시아어나 독일어에도 능통. 신장은 188cm. 11월 14일생. 전갈자리. A형.
아마미야 세이(일본어: 天宮 静) [Pf.]
성우 : 미야노 마모루
3학년. 피아노 전공. 스승이기도 하다 알렉세이에 지적된 「연주에 없는 요소」를 얻기 위해 우연히 만난 주인공과의 친교를 도모하고, 서로가 성장하기 위한 계약을 나눈다. 예전에는 아마네 학교의 본교에 다니고 있었지만, 신기하게 불리고 요코하마 학교에 전입했다. 취미는 동네 산책이고, 특기는 피아노 조율과 속독. 신장은 171cm. 2월 20일생. 물고기자리. B형.
나나미 소스케(일본어: 七海 宗介) [Vc.]
성우 : 마스다 유키
1학년. 첼로 전공. 학비 면제의 특대생으로 입학이 이루어졌지만, 첼로의 재능에 전혀 자신을 가질 수 없는 내성적인 성격. 소중한 파트너의 악기를 버릴 뻔한 순간 묘가가 타일러 준 주인공에 은혜를 느껴 명가가 유일한 숙적으로 인정하고 있는 그녀를 그리워하기 시작한다. 집은 중국집을 운영하고 있으며, 본인도 중국 요리를 만드는 것이 잘해서 점심이면 다 할 줄 정도의 솜씨 세이쇼 학원 미즈시마 하루토와는 죽마고우이며 어릴 때는 같은 첼로 교실에 다니고 있었다. 그의 사촌인 시세이칸의 미즈시마 아라타과도 안면이 있는 사이가 좋다. 신장은 164cm. 1월 27일생. 물병자리. A형.

### 서브 캐릭터
하세쿠라 니아(일본어: 支倉 仁亜)
성우 : 사토 아케미
세이쇼 학원 보통과 2학년. 보도부 소속. 니아라고 불리는 것을 좋아한다. 불가사의로 어느 고양이와 비슷하다. 주인공이 들어간 린넨홀 기숙사 옆방에 살다. 알렉세이 쥬코프의 조카로 그의 의붓 아들 묘가 레이지의 사촌에 해당한다.
알렉세이 쥬코프(アレクセイ・ジューコフ)
성우 : 호리우치 켄유
아마네 학원 고교 이사장. 세계에서 활약하는 러시아인 지휘자 음악의 재능에 뛰어난 자를 모아 학원을 창립했다. 대상에 관계 없이 최상의 존재만을 사랑하고 조금이라도 못한 것을 잘라낸다.
미카네 료코(일본어: 御影 諒子)
성우 : 오오하라 사야카
아마네 학원 고교 이사. 안경과 입가의 점이 특징의 미녀.
히도 타카후미(일본어: 氷渡 貴史) [Vc.]
성우 : 미우라 히로아키
아마네 학원 고교 2학년. 첼로 전공. 칙칙해서 프라이드가 높다. 『AnotherSky』에서는 공략 캐릭터.
수수께끼의 소녀 / 묘가 시오리(일본어: 冥加 枝織)
성우 : 시미즈 리사
주인공과 친구가 된 가련한 소녀. 나중에 묘가의 여동생과 알 수 있다. 아마네 학원 중학교 2학년.
카노 와타루(일본어: 狩野 航) [Tub.]
성우 : 오카모토 히로시
시세이칸 고교 3학년. 취주악부 부부장. 담당 악기는 튜바. 밝은 번화한 성격.
이오리 코헤이(일본어: 伊織 浩平) [Hn.]
성우 : 야마모토 케이치로
시세이칸 고교 2학년. 담당 악기는 호른. 조용한 성격에서 말하는 목소리가 너무 작다.
세리자와 무츠미(일본어: 芹沢 睦) [Pf.]
성우 : 호소야 요시마사
진난 고교 2학년. 담당 악기는 피아노. 겸손하고 침착한 태도의 청년. 화려한 토우가네와 토키를 뒤에서 지탱하고 있다. 『AnotherSky』에서는 공략 캐릭터.
엔죠지 아란(일본어: 円城寺 阿蘭) [Vn.]
성우 : 치바 스스무
도쿄 도 타이토 구에 있는 칸도쿠 예술대학 부속 고교 음악과 2학년. 오케스트라부원. 경박하고 쾌활한 인물이지만, 바이올린 솜씨는 우수.
엔죠지 사에카(일본어: 円城寺 冴香) [Vn.][Fl.]
성우 : 미네 카오리
나가사키 현 나가사키 시에 있는 성 세실 여학원 음악과 3학년. 관현악부 부장. 플룻 전공. 칸예대 부속의 아란의 누나. 자랑스러운, 다부진 성격이며, 「규슈의 여제」로 알려졌다.

## 『금색의 코르다 3 AnotherSky』 등장 캐릭터
나가미야 마사노리(일본어: 長嶺 雅紀) [Hn.]
성우 : 야스무라 마코토
진난 고교 브라스 밴드부 부장. 3학년.
소라(ソラ) [Fl.]
성우 : KENN
아마네 학원의 학생 2학년. 편의점 "하라쇼"에서 아르바이트를 한다.
토노(トーノ) [Vc.]
성우 : 마에노 토모아키
아마네 학원의 학생 2학년. 악기점에서 아르바이트를 한다.

## 『100만명의 금색의 코르다』 등장 캐릭터
후도우 쇼마(일본어: 不動 翔麻) [E-Bass.]
성우 : 마에노 토모아키
음악과 3학년. 밴드에서 베이스를 담당하고 있다. 카호코의 소꿉 친구. 현재는 린덴홀의 주민.
후도우 요스케(일본어: 不動 葉介)
성우 : 야스무라 마코토
보통과 졸업 대학 3학년. 세이소 학원에서 교육 실습을 하고 있다. 쇼마의 형.

## 『금색의 코르다 스타라이트 오케스트라』 등장 캐릭터

### 메인 캐릭터

#### 세이쇼 학원
아사히나 유이(일본어: 朝日奈 唯) [Vn.]
쿠죠 사쿠야(일본어: 九条 朔夜) [Vn.]
성우 : 히노 사토시
나루미야 토모하루(일본어: 成宮 智治) [Vc.]
성우 : 타케우치 슌스케
류자키 하야테(일본어: 竜崎 疾風) [Vn.]
성우 : 모리타 마사카즈
이치노세 긴가(일본어: 一ノ瀬 銀河) [Pf.]
성우 : 후쿠야마 쥰
코사카 레이(일본어: 香坂 怜) [Tub.]
성우 : 오오하라 사야카

#### 죠요 공업 고교
키라가야 아키라(일본어: 桐ケ谷 晃) [Tp.]
성우 : 타니야마 키쇼
오사카베 세이지(일본어: 刑部 斉士) [Tp.]
성우 : 이토 켄타로

#### 실프 예술 아카데미
유미하라 레이(일본어: 弓原 凛 )[Fl.]
성우 : 타마루 아츠시
하루나 류세이(일본어: 榛名 流星) [Cl.]
성우 : 오노 마사루

#### 히나타 미나미 고교
아카바네 타쿠토(일본어: 赤羽 拓斗) [Trb.]
성우 : 노지마 히로후미
미카미 소지(일본어: 三上 蒼司) [Fn.]
성우 : 키시오 다이스케

#### 나키진 고교
미나미 오토네(일본어: 南 乙音) [Bn.]
성우 : 쿠마가이 켄타로

#### 타카가미네 고교
미카도 우치하(일본어: 御門 浮葉) [Cl.]
성우 : 마에노 토모아키
와시가미 겐이치로(일본어: 鷲上 源一郎) [Oe.]
성우 : 우치다 유야
도모토 타이가(일본어: 堂本 大我) [Bn.]
성우 : 코니시 카츠유키

#### 라자루스 학원 고교
사사즈카 하지메(일본어: 笹塚 創) [Cn.]
성우 : 이시카와 히데오
니시나 료스케(일본어: 仁科 諒介) [Vn.]
성우 : 야스무라 마코토

#### 하나쿄 학원 고교
츠키시로 케이(일본어: 月城 慧) [Vn.]
성우 : 미야노 마모루
타츠미 에이치(일본어: 巽 瑛一) [Vc.]
성우 : 미우라 히로아키

#### 호쿠리쿠 유스 필하모닉 오케스트라
우가진 잇세이(일본어: 宇贺神 惟世) [Vc.]
성우 : 후루카와 마코토
우가진 나나세(일본어: 宇贺神 七濑) [Vn.]
성우 : 코바야시 유스케

### 서브 캐릭터
시노모리 카즈마(일본어: 篠森 和真)
성우 : 호소야 요시마사
아이카와 루리(일본어: 相川 瑠璃)
성우 : 마스다 유키
코가 산고(일본어: 古賀 珊瑚)
성우 : 사토 아케미
나루미야 사유리(일본어: 成宮 小百合)
성우 : 미즈하시 카오리
세토 마시로(일본어: 瀬戸 真白)
성우 : KENN